# Бі Нене Жуніор Гбамбл
Бі Нене Жуніор Гбамбл (фр. Bi Néné Junior Gbamblé, нар. 9 травня 2002) — івуарійський футболіст, півзахисник російського «Ахмат».

## Кар'єра
Футболом розпочав займатися на батьківщині.
У 2021 році переїхав до України, де підписав контракт з «Рубіконом». У футболці столичного клубу дебютував 23 березня 2021 року в програному (1:3) домашньому поєдинку 9-го туру Групи А Другої ліги України проти чернівецької «Буковини». Нене вийшов на поле на 46-ій хвилині, замінивши Юрія Глущука. Остання поява Нене у футболці киян сталася 4 червня 2021 року у матчі 25-го туру Другої ліги України проти хмельницького «Поділля».
У липні того ж року в якості вільного агента перейшов до лав донецького «Олімпіка», який за результатами минулого сезону вилетів до Першої ліги України. Дебютував за донеччан 25 липня у матчі першого туру Першої ліги проти криворізького «Кривбаса», на 59-й хвилині замінивши Євгена Зарічнюка.
1 лютого 2022 року перейшов до складу словенського «Цельє». Дебютував за клуб 10 квітня у матчі чемпіонату проти «Копера». Дебютний гол забив 25 квітня у ворота «Алюмінію» (Кидричево).